# Cirse commun
Cirsium vulgare
Espèce
Classification phylogénétique
Le Cirse commun (Cirsium vulgare), ou Cirse à feuilles lancéolées, est une espèce de plantes à fleurs de la famille des Astéracées (ou Composées) et du genre Cirsium.

## Description
C'est une plante bisannuelle.

### Aspect général
Cirsium vulgare est une grande plante (de 30 à plus de 150 cm de hauteur) présentant des tiges rigides épineuses.

### Feuilles
Les feuilles sont alternes, vertes sur les deux faces, couvertes d'épines sur la face supérieure.

### Fleurs
L'inflorescence, qui apparaît entre juin et octobre, est un racème de capitules et mesure de 30 à 50 mm. Les fleurs, roses, sont hermaphrodites et mellifères. La pollinisation entomogame ou autogame.

### Fruits
Le fruit est un akène soyeux, semblable à celui du pissenlit, qui se dissémine par anémochorie.

## Noms vernaculaires
Le Cirse commun a de nombreuses appellations locales dont Cirse à feuilles lancéolées ; Cirse commun ; Cirse lancéolé ; Chardon lancéolé ; Chardon vulgaire ou commun ; Gros chardon ; Piqueux.

## Habitat, distribution
Cirsium vulgare est une plante commune qui pousse en terrain découvert (chemins, clairières, décombres, terrains vagues...). On la rencontre sur tous les continents soit à l'état spontané (Europe, Asie, Afrique du Nord) soit naturalisé (Afrique subsaharienne, Amérique du Nord, Amérique du Sud, Australie, Océanie). En France elle est présente sur tout le territoire y compris en Corse.

### Caractère envahissant
L'espèce est envahissante en Nouvelle-Calédonie, où elle a été introduite accidentellement dans le fourrage d'importation en 1969. Les infestations concernent surtout la côte ouest.

## Galerie

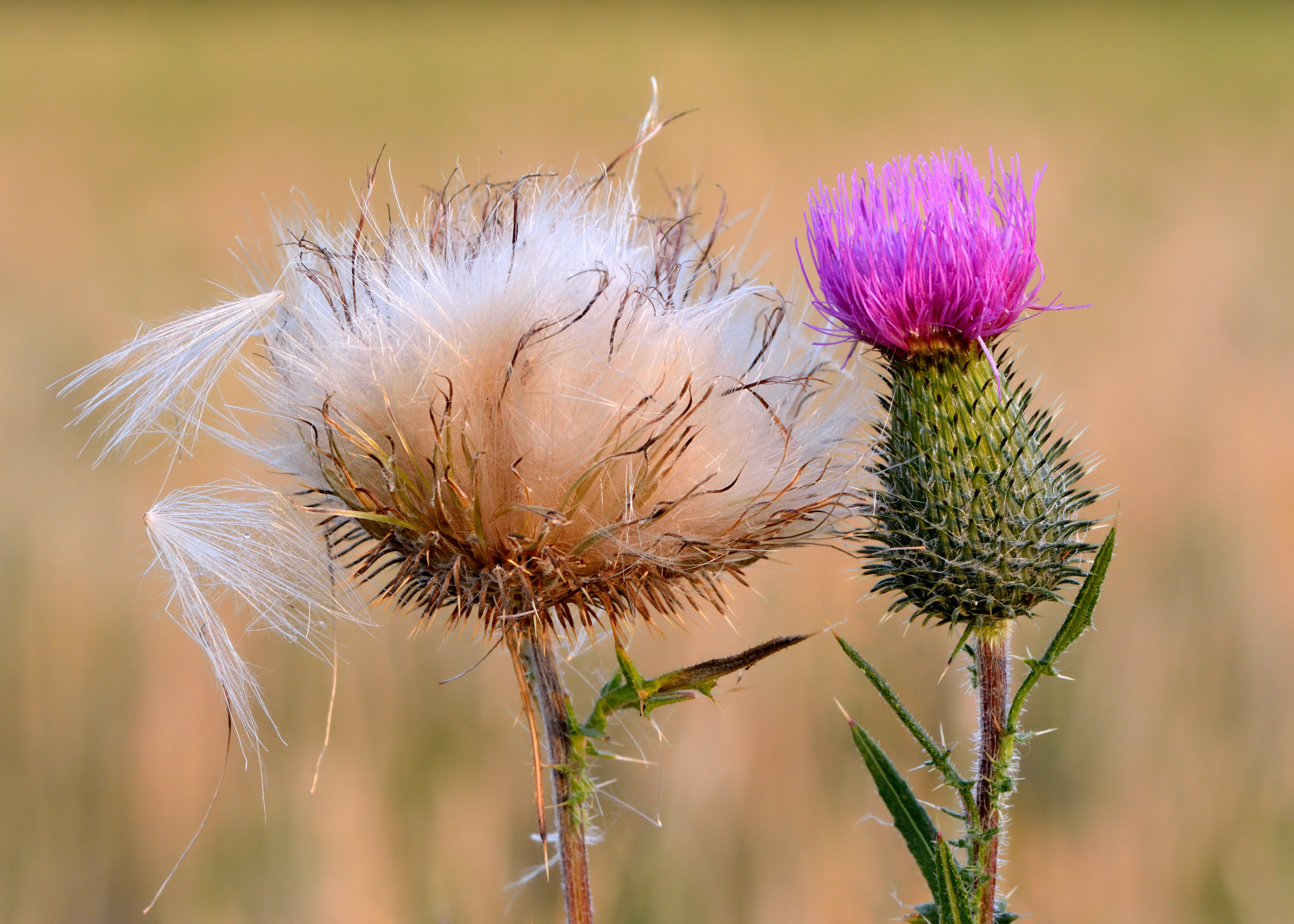
Infrutescence et inflorescence
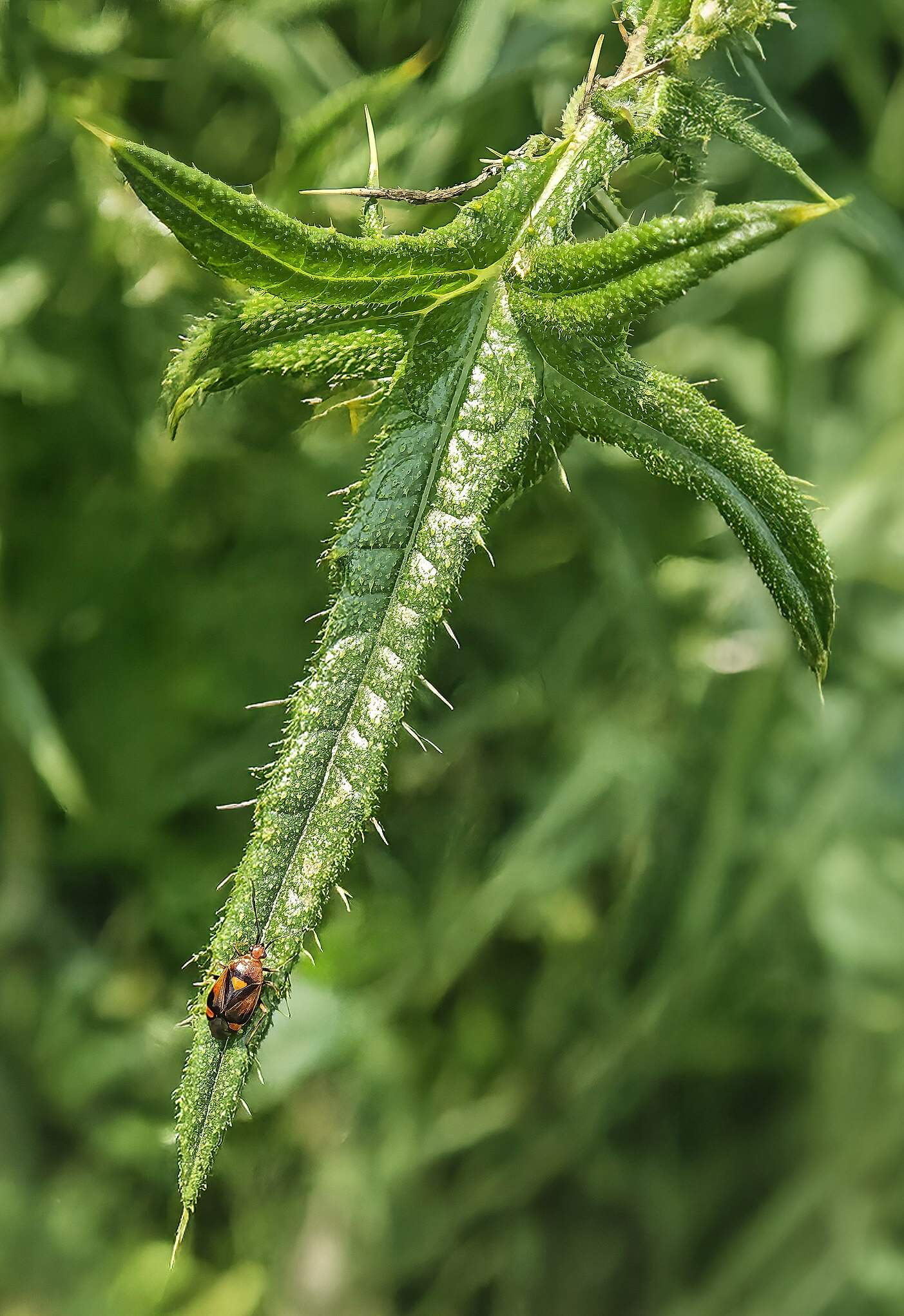
Feuille avec Deraeocoris olivaceus
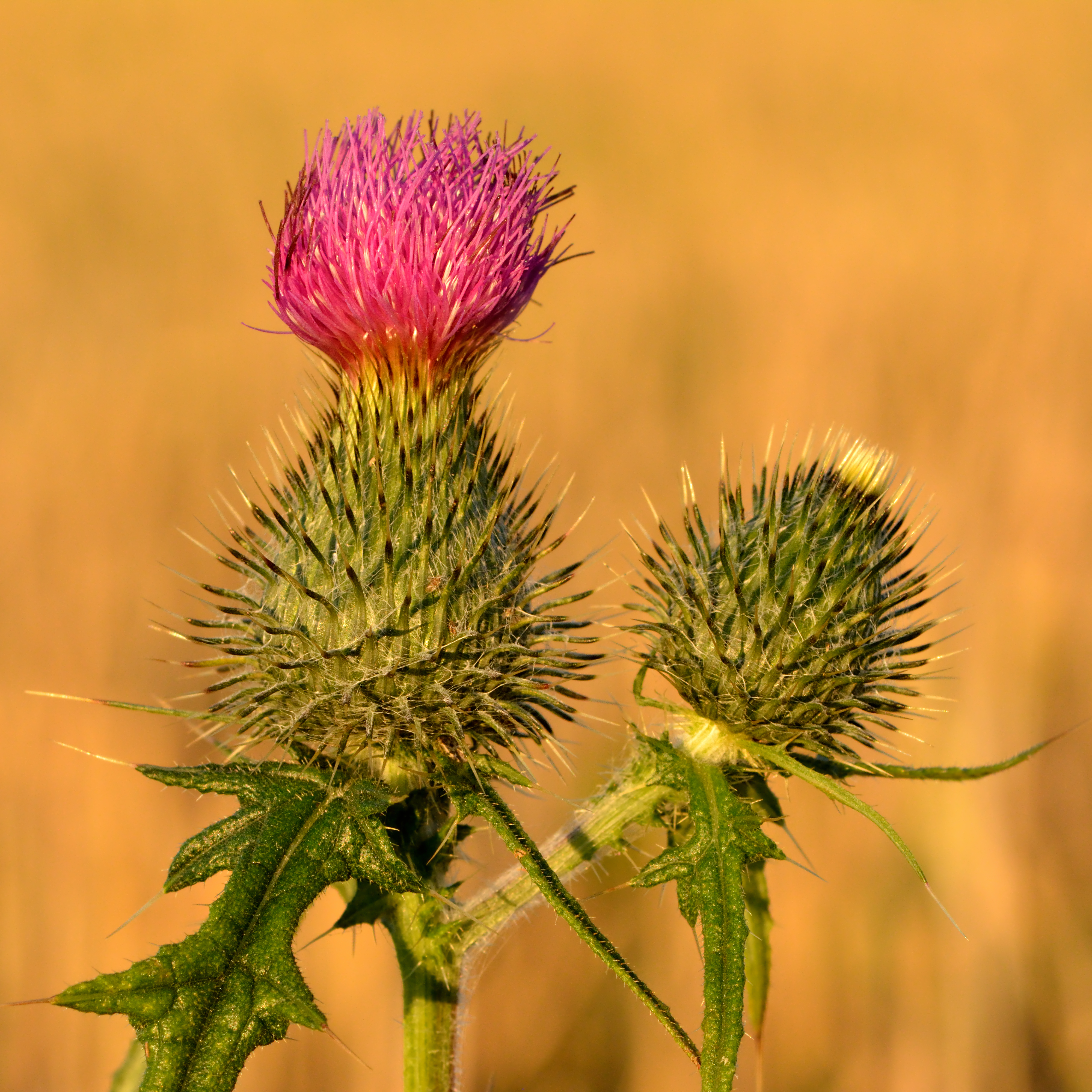
Inflorescence et Inflorescence immature
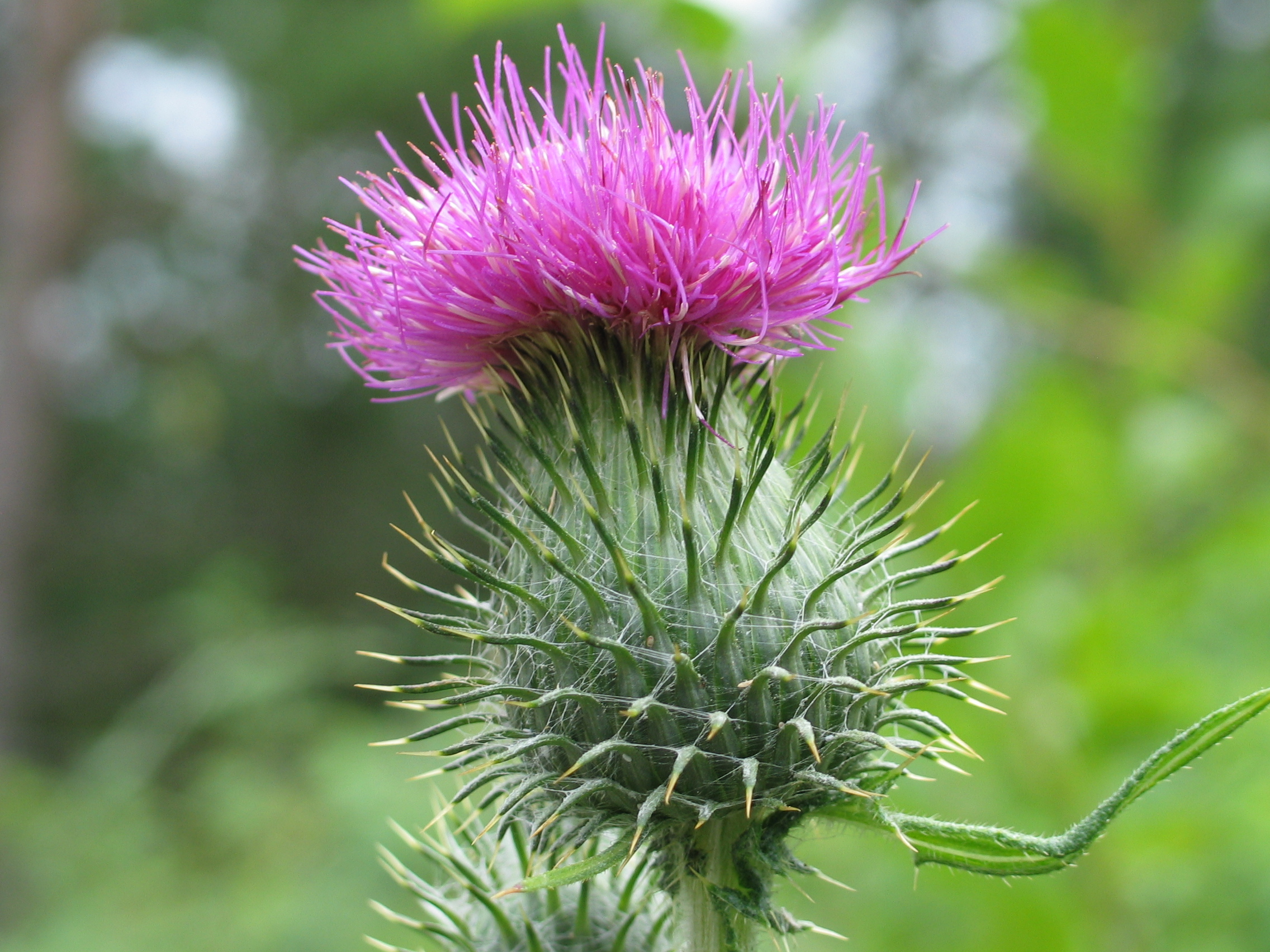
Capitule.
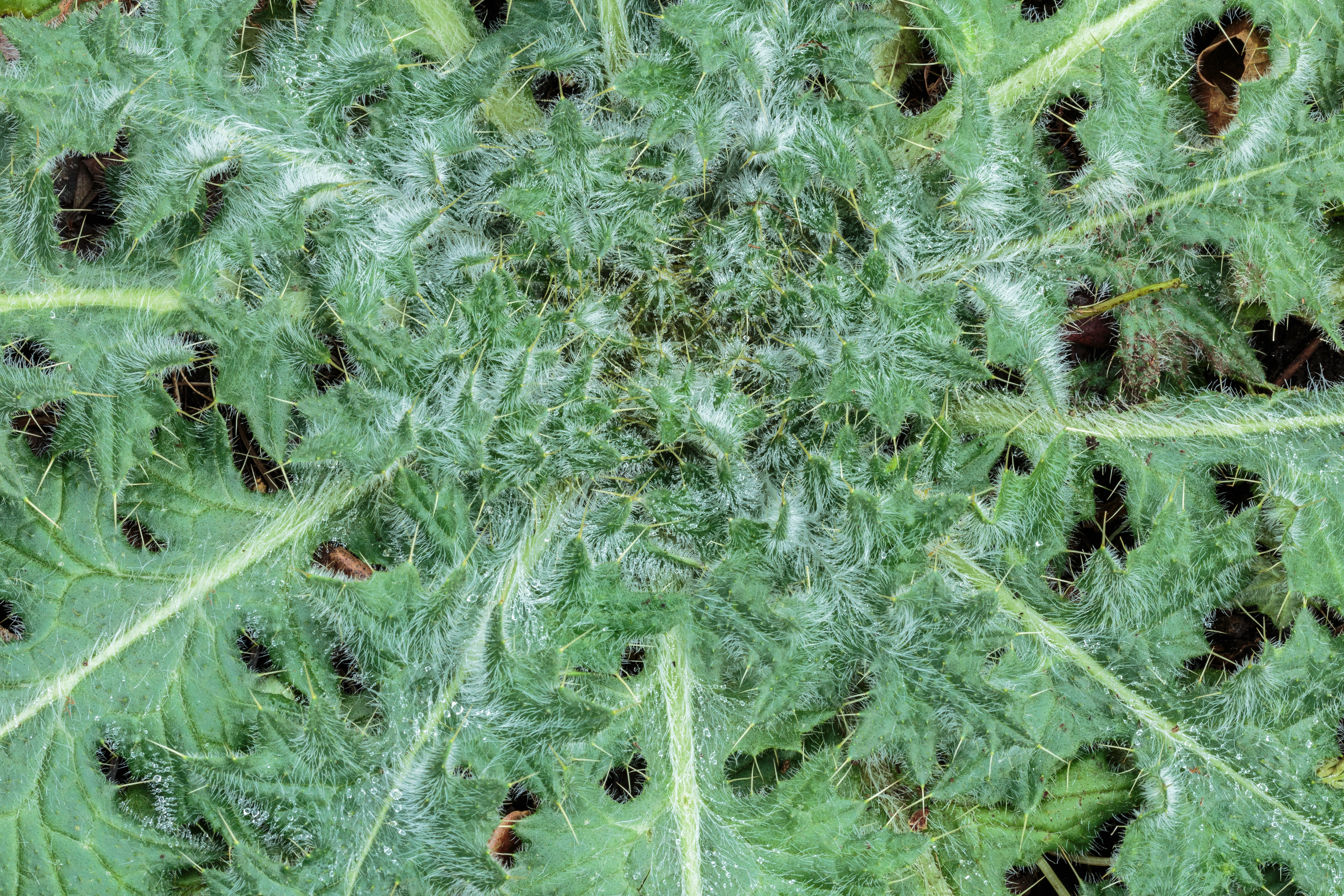
Gros plan de la rosette
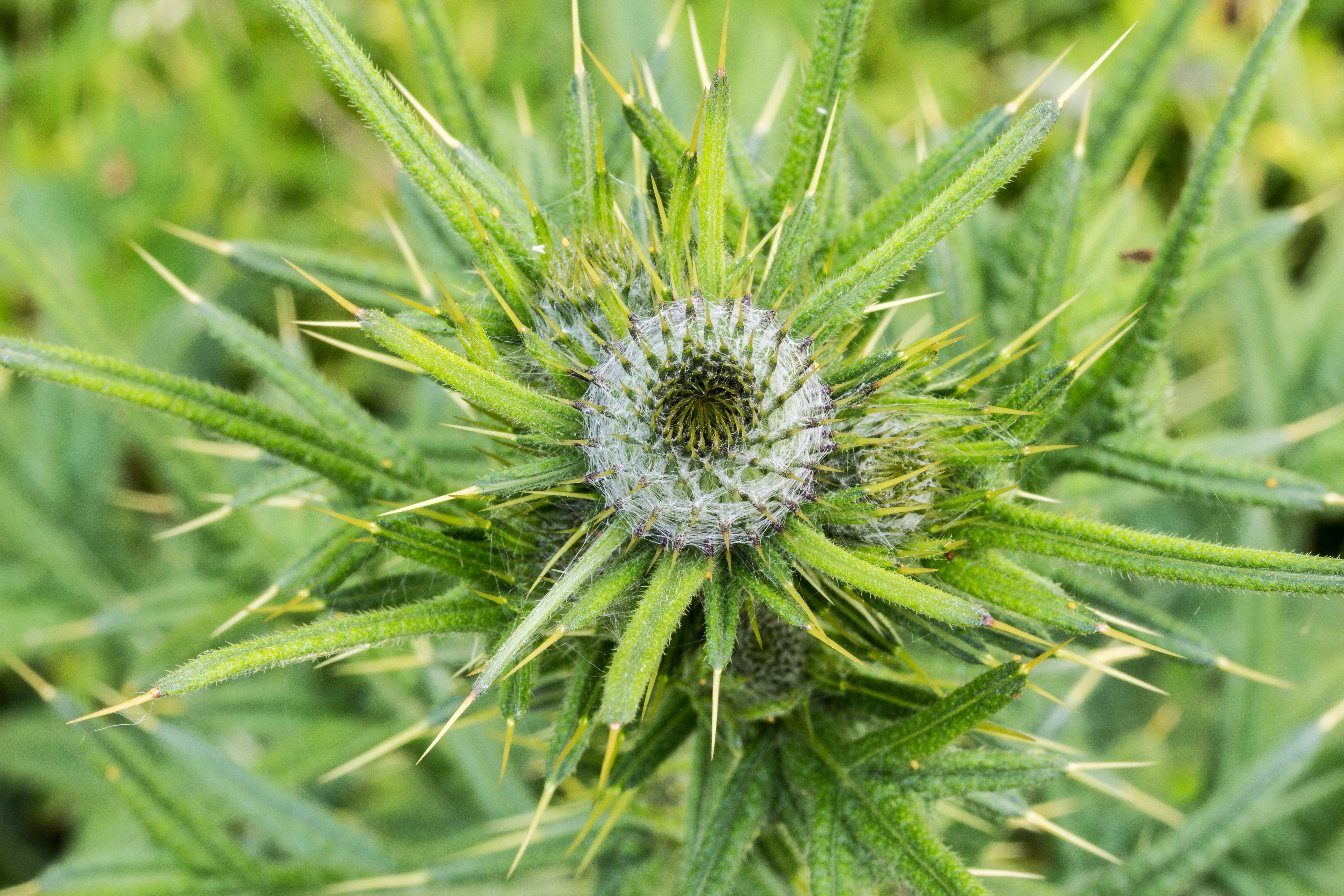
Capitule
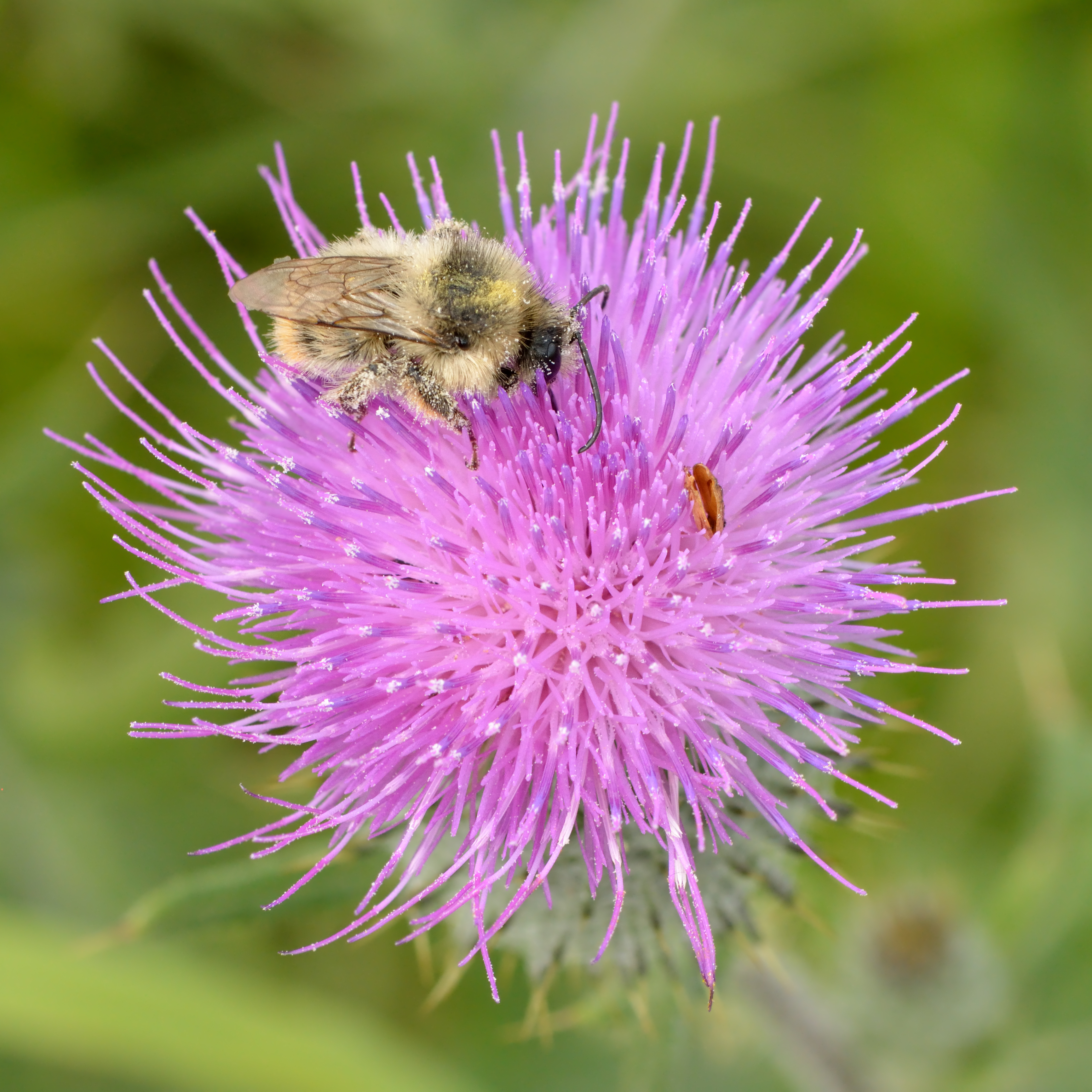
Pollinisation par Bombus sylvarum
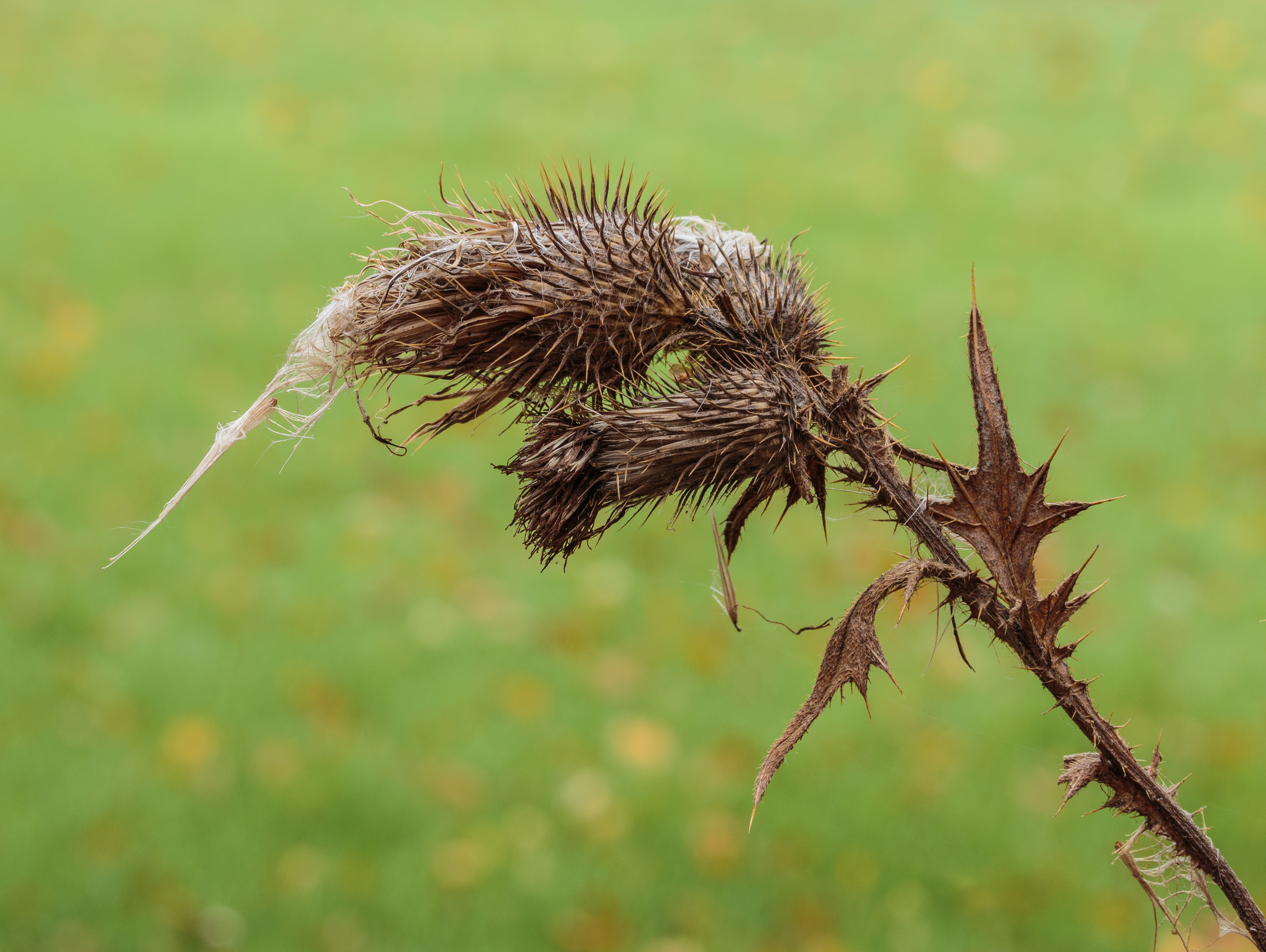
cirse commun.

## Usages
Plusieurs parties de la plante sont consommables. La racine pivotante peut être consommée crue ou cuite (elle a un goût assez doux), mais uniquement sur les jeunes plants qui n'ont pas encore fleuri (tige florale pas encore apparue au centre de la rosette) cette racine devenant creuse et fibreuse à l'approche de la floraison. Les feuilles piquantes peuvent être hachées et soumises au sac à jus ou à la passoire pour préparer une soupe (préparation désignée par le docteur Ernest Bonnejoy sous le nom de « soupe aux choux inodore ».) ou un gaspacho. La jeune pousse pelée est croquante, à la saveur sucrée et salée, et est consommée crue ou cuite à la vapeur ou bouillie. Le réceptacle floral, cru ou cuit, a un goût d'artichaut. Les jeunes fleurs sont aussi comestibles et ont servi jadis à coaguler le lait, comme celles d'autres chardons,.